# セルゲイ・フレーブニコフ
セルゲイ・アナトリエヴィチ・フレーブニコフ（ロシア語: Сергей Анатольевич Хлебников, 1955年8月27日 - 1999年6月12日）は、ロシアのカレリア共和国ソルタヴァラ出身のスピードスケート選手。ソビエト連邦代表として1980年レークプラシッドオリンピック、1984年サラエボオリンピックに出場した。
1980年のレークプラシッドオリンピックでは1000mで9位、1500mで15位となった。4年後のサラエボオリンピックでは1000m、1500mで共にカナダのゲータン・ブシェに次いで銀メダルを獲得した。
1999年にモスクワで亡くなった。